# 久万高原天体観測館
久万高原天体観測館（くまこうげんてんたいかんそくかん）は、愛媛県上浮穴郡久万高原町にある公開天文台。

## 利用案内[1]

### プラネタリウム

#### 時間
平日	13:30
土日祝祭日	13:30,15:00

#### 料金
大人	500円
高校生・大学生	400円
幼児・小中学生	300円

#### 夏期時間（4月1日から11月30日）
木曜日	20:00
土曜日	20:00,21:00

#### 冬期時間（12月1日から3月31日）
木曜日・土曜日	19:00

#### 利用料
大人	500円
高校生・大学生	400円
幼児・小中学生	300円

### 休館日
毎週月・火曜日、祝祭日の翌日、年末年始

## 機材[1]

### プラネタリウム
- 五藤光学社製GE-IIT
- ドーム径6m
- 座席数40席

### 望遠鏡
昭和機械製作所 60cm反射望遠鏡